# Gerhard Heinrich Dieke

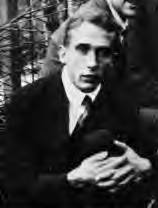
Gerhard Heinrich Dieke, 1924

Gerhard Heinrich Dieke (* 20. August 1901 in Rheda, Nordrhein-Westfalen; † 25. August 1965 in Aberdeen, Schottland) war ein US-amerikanischer Physiker niederländischer Herkunft.

## Leben
Dieke wurde als Sohn niederländischer Eltern in Rheda, Kreis Gütersloh, geboren. Er studierte Physik an der Universität Leiden, wo Paul Ehrenfest zu seinen wissenschaftlichen Lehrern gehörte. Er begann früh, sich auf dem Gebiet der Molekülspektroskopie zu spezialisieren. 1926 wechselte er in die USA an die University of California in Berkeley. Dort wurde er bei John Hopfield (Spektroskopiker) (1891–1953) mit der Schrift The Structure of the Ultraviolet Spectrum of the Hydrogen Molecule promoviert. Nach einem Aufenthalt in Tokio kehrte er 1928 in die Niederlande zurück, um eine Stelle an der Universität Groningen anzutreten. 1930 ging er wieder in die USA und wurde Assistenzprofessor an der Johns Hopkins University in Baltimore. 1939 wurde er dort ordentlicher Professor und 1950 Leiter des Department of Physics.
Nach der Entdeckung des Wasserstoff-Isotops Deuterium (D) durch Harold C. Urey im Jahr 1931 begann er mit spektroskopischen Untersuchungen der Deuterium-Moleküle D2 und HD. 1931 wurde er Fellow der American Physical Society.
Während des Zweiten Weltkriegs widmete er sich unter anderem spektroskopischen Untersuchungen von Uranylverbindungen und wurde Mitarbeiter im Manhattan-Projekt. Nachdem nach Kriegsende ausreichende Mengen des Wasserstoff-Isotops Tritium (T) verfügbar waren, erweiterte er seine spektroskopischen Untersuchungen auf die Moleküle T2 und HT und DT.
1952 wurde er zum korrespondierenden Mitglied der Königlich Niederländischen Akademie der Wissenschaften gewählt.
Dieke interessierte sich außerdem für Biologie. 1947 publizierte er eine vielzitierte Arbeit über die Taxonomie der Marienkäfer (Coccinellidae).
Dieke starb 1965 während eines Arbeitsaufenthalts in Aberdeen, Schottland. Er wurde auf einem Friedhof in Alexandria, Virginia bestattet.